# Chicks On Speed
Chicks on Speed är en musik- och konstnärsgrupp från Tyskland bestående av Kiki Moorse (från Tyskland), Melissa Logan (från USA) och Alex Murray-Leslie (från Australien). Medlemmarna träffades 1997 på en konstskola (Akademie der Bildenden Künste München) och började anordna fester och upptåg under namnet "Chicks on Speed".
Gruppen är verksamma inom många olika områden såsom musik, målning, grafisk formgivning och mode. Som musikgrupp har de turnerat i USA, Europa och Australien. På omslaget till singeln "Fashion Rules!" från 2001 samarbetade de med Karl Lagerfeld och till deras album 99 ¢ från 2003 inbjöds olika kvinnliga musiker att bidra, bland andra Tina Weymouth från Tom Tom Club och Talking Heads, Peaches och Nicola från Adult and Miss Kittin.

## Diskografi
Studioalbum
- 2000 – Chicks On Speed Will Save Us All
- 2003 – 99 ¢
- 2004 – Press the Spacebar (with the No Heads)
- 2009 – Cutting The Edge
- 2014 – artstravaganza

Singlar (urval)
- 1998 – "Warm Leatherette" (delad singel med DJ Hell)
- 1998 – "Euro Trash Girl" (delad singel med Mäuse)
- 1999 – "Smash Metal" (delad singel med DMX Krew)
- 1999 – "Mind Your Own Business"
- 1999 – "Glamour Girl"
- 2000 – "Kaltes Klares Wasser"
- 2000 – "Chix 52"
- 2002 – "Fashion Rules" (2002)
- 2003 – "We Don't Play Guitars"
- 2003 – "Wordy Rappinghood"
- 2007 – "Art Rules"
- 2008 – "Super Surfer Girl"
- 2012 – "10 Years Thyssen Bornemisza Art Contemporary 21-Art Dump"
- 2014 – "UTOPIA"